# Spider-Man (personaggio dei film di Sam Raimi)
Peter Parker, anche noto con il suo alter ego Spider-Man, è un personaggio interpretato da Tobey Maguire basato sull'omonimo personaggio della Marvel Comics. È il protagonista della serie di film Spider-Man, diretta da Sam Raimi, e fa la sua prima apparizione nell'omonimo film del 2002.
Questa versione del personaggio è stata seguita dalla rappresentazione di Andrew Garfield nella dilogia The Amazing Spider-Man (2012-2014) e da una successiva iterazione, con attore Tom Holland, all'interno del Marvel Cinematic Universe (dal 2016). Maguire ha ripreso il ruolo come personaggio di supporto nel film dei Marvel Studios Spider-Man: No Way Home (2021), dove interpreta una versione più anziana di Peter insieme alle due varianti del personaggio dei suoi successori. Per distinguerlo dalle altre due versioni di se stesso, è stato da loro soprannominato "Peter-Due", sul sito ufficiale della Marvel viene chiamato Friendly Neighborhood Spider-Man e nella sceneggiatura del film viene indicato come "Raimi-verse Peter" o "Raimi-verse Spider-Man" (in onore di Sam Raimi).
La trilogia di Raimi è incentrata sulla crescita di Peter Parker dal liceo al college e sulla relazione travagliata con il suo migliore amico d'infanzia Harry Osborn, nonché sulla relazione del ragazzo con Mary Jane Watson, cotta d'infanzia di Peter e sua futura fidanzata. La narrazione della trilogia segue le sue lotte con la sua doppia vita di studente universitario e di giovane adulto, così come il suo lavoro come fotografo freelance per il Daily Bugle, sotto l'irriverente caporedattore J. Jonah Jameson, il quale disprezza Spider-Man pubblicando costantemente articoli diffamatori sul vigilante. La vita segreta di Peter lo porta a molti incontri con vari superumani che minacciano la pace e la vita dei cittadini di New York.
Maguire è stato scelto a seguito del suo provino da Sam Raimi, il quale riconobbe le performance dell'attore nei suoi precedenti film. Maguire iniziò il suo allenamento fisico per Spider-Man e cercò persino di imparare i movimenti tipici dei ragni nel suo tempo libero. Il costumista James Acheson iniziò ad ideare diversi costumi per Spider-Man, affermando che l'abito lasciava Maguire con una sensazione di claustrofobia. L'attore preferiva infatti indossare l'abito solo nelle scene in cui non gli era richiesto indossare anche la maschera. La rappresentazione del personaggio da parte di Tobey Maguire ha ricevuto risposte ampiamente positive sia dalla critica sia dai fan, ed ha ricevuto elogi anche dai suoi due successori.

## Biografia del personaggio

### Primi anni
Peter Parker nacque nel 1984 a New York. Rimasto orfano a seguito della morte dei genitori, si trasferisce a casa degli zii Ben e May nel Queens. Il giovane è innamorato da quando aveva 6 anni della sua compagna di classe Mary Jane Watson (MJ) ed è poi diventato il migliore amico di Harry Osborn, figlio dell'importante scienziato ed imprenditore Norman Osborn, che lo difende dagli atti di bullismo che il ragazzo è costretto a subire dai suoi compagni di classe.

### Morso del ragno
Un giorno, durante una gita scolastica in uno studio di ricerca della Columbia University, Peter viene morso da un ragno geneticamente modificato. La mattina seguente scopre di aver acquisito dei superpoteri, tra i quali un senso di ragno premonitore che lo avverte di qualsiasi minaccia, la capacità di aderire e arrampicarsi sui muri, e l'abilità di produrre e lanciare dai polsi uno strano tessuto simile a una ragnatela. Con i suoi nuovi poteri, Peter riesce a battere il prepotente bullo Flash Thompson e, ignorando il consiglio dello zio Ben circa il fatto che "da un grande potere derivano grandi responsabilità", decide di andare ad un torneo di wrestling, ma dopo aver vinto il promotore dell'evento lo liquida con un misero compenso. Improvvisamente un ladro rapina il promotore e Peter decide di non fermarlo per vendicarsi del pagamento, anche se presto si pentirà di non avere fatto la cosa giusta poiché il rapinatore ucciderà lo zio Ben per rubargli la macchina. Furibondo, Peter insegue il ladro in cima a un palazzo abbandonato assistendo alla morte dell'uomo, che messo alle strette dal giovane, precipita accidentalmente da una finestra.
Dopo il diploma, Peter, diventato adesso il supereroe Spider-Man, decide di usare i suoi poteri per combattere il crimine ed ottiene un lavoro come fotografo presso il Daily Bugle, il cui editore, J. Jonah Jameson, userà le fotografie di Spider-Man scattate dal ragazzo per mettere l'eroe in cattiva luce. Nel frattempo, Norman Osborn ormai diventato Goblin dopo un test andato male, uccide brutalmente con una bomba i membri del consiglio della Oscorp, i quali avevano intenzione di licenziarlo per poter vendere l'azienda. In questa occasione si scontra per la prima volta con Spider-Man, che riesce a salvare Mary Jane da morte certa. Dopo aver dedotto alla cena del ringraziamento che Peter è Spider-Man a causa di una ferita riportata sul braccio del giovane, Goblin irrompe in casa di zia May, provocandole uno shock e facendola finire in ospedale. Mentre assistono la signora Parker, Mary Jane rivela a Peter la sua cotta per Spider-Man. In questo frangente Peter rivela alla ragazza i suoi sentimenti ma arriva Harry, venuto per visitare zia May. Vedendo Peter e Mary Jane che si tengono per mano, e conoscendo i sentimenti dell'amico per la ragazza ormai ricambiati, Harry decide di farsi da parte, confidando il tutto a suo padre Norman e rivelandogli involontariamente il punto debole di Spider-Man, cioè l'amore che prova per la ragazza.
Nella notte Norman rapisce Mary Jane e la porta sul ponte di Queensboro dove la sporge pericolosamente nel vuoto tenendo in ostaggio anche una funivia piena di persone. Quando Spider-Man giunge sul posto, Goblin pone l'eroe davanti a una scelta: la vita della gente di New York o quella di Mary Jane. Nonostante tutto, il giovane riesce a salvare sia MJ che le persone nella funivia. Goblin scaglia Spider-Man in un ospedale abbandonato: qui i due si affrontano in un combattimento all'ultimo sangue dove Spider-Man ha la meglio. È in quel momento che Norman si rivela al ragazzo, supplicandogli perdono mentre richiama l'aliante con l'intenzione di ucciderlo alle spalle. Tuttavia, Parker avverte il pericolo schivando l’aliante appena in tempo, mentre Osborn rimane trafitto fatalmente dalla sua stessa arma. Spider-Man riporta il corpo di Norman nella sua casa dove viene sorpreso da Harry, che, pur non riconoscendolo, si convince della colpevolezza del supereroe nell'assassinio del padre. Al termine del funerale di Norman, Peter viene avvicinato da Mary Jane, che gli rivela di amarlo. Non volendo mettere in pericolo la ragazza coinvolgendola nella sua vita da supereroe, Peter le dice che dovranno restare solo amici, per poi allontanarsi accettando le sue responsabilità da Spider-Man.

### Lo scontro con il Dottor Octopus
Due anni dopo, Peter Parker ha difficoltà nel bilanciare il tempo dedicato alla lotta contro il crimine nei panni di Spider-Man con la vita da normale studente universitario. A complicare le cose, Peter scopre che sua zia May sta affrontando un processo di esecuzione. Harry presenta a Peter il dottor Otto Octavius, le cui ricerche sulla fusione a freddo sono finanziate dalla Oscorp. Durante una dimostrazione pubblica, alla quale assiste anche Peter, Octavius adopera un esoscheletro dotato di quattro tentacoli meccanici collegati tramite un complesso sistema neurale alla sua mente, in modo da agire direttamente sul nucleo energetico. Un picco di tensione manda però il macchinario fuori controllo: qui Peter indossa la sua tuta per scollegarlo, ma l'esplosione fonde l'imbracatura alla colonna vertebrale, distruggendo anche il chip inibitore che garantisce ad Octavius il controllo delle braccia. Più tardi Parker, che si trova in banca con May, indossa i panni di Spider-Man e affronta Octavius, chiamato adesso Dottor Octopus dal Daily Bugle, intento a rubare dei soldi per finanziare il suo esperimento. Più tardi Peter, sottoposto a continui stress emotivi, perde l'uso dei suoi poteri e, persa anche la fiducia in sé stesso, getta il costume nella spazzatura e inizia a vivere una vita da persona normale. Nel frattempo, uno spazzino trova il suo vecchio costume e lo porta al Daily Bugle dove Jameson, lo appende al muro come trofeo.
Harry, accecato dalla vendetta, fornirà il tritio al Dottor Octopus ma quest'ultimo dovrà in cambio consegnargli Spider-Man. Il ragazzo, rivela al dottore che la chiave per trovare Spider-Man è Peter, essendo il suo fotografo ufficiale. La sera stessa, mentre torna verso casa, Parker si imbatte in un incendio ad una palazzina: il ragazzo fa per allontanarsi, ma capendo quale sia il suo dovere entra nell'edificio e, senza alcun super potere, salva la bambina che era rimasta intrappolata rischiando la vita. Peter tenta quindi di fare un salto da un edificio all'altro, come la prima volta che ottenne i poteri, ma con scarsi risultato. Più tardi, il giovane sta per rivelare a Mary Jane la sua identità segreta in un bar, ma Octopus irrompe e rapisce la ragazza intimando a Peter di convincere Spider-Man ad incontrarlo. Lui decide di tornare in azione: grazie alla sicurezza nuovamente raggiunta riacquista i propri poteri, e recuperato il costume nell'ufficio di Jameson, va ad affrontare Octopus. I due hanno un lungo combattimento che si protrae su un treno della linea R, dove alla fine il supercriminale manomette i freni e scende, lasciando Spider-Man e i passeggeri ad andare a tutta velocità verso un binario morto. Usando tutte le sue forze, il giovane supereroe riesce a bloccare il treno prima che sia troppo tardi ma esausto per lo sforzo, sviene. Quando si riprende, Peter si accorge di non avere la maschera, e i passeggeri gliela restituiscono promettendogli di non dire a nessuno della sua vera identità ma proprio allora ritorna Octopus, che allontana i civili e cattura lo stremato Spider-Man. Dopo aver consegnato il tritio al dottore ed essere rimasto solo con Spider-Man, Harry lo smaschera, scoprendo con sgomento che il supereroe è Peter ma lo lascia liberarsi, non avendo il coraggio di uccidere l'amico.
Il Dottor Octopus ha ormai ricostruito il suo macchinario, alimentandolo però con una maggior quantità di tritio. Come la prima volta, il sistema va fuori controllo e il nucleo energetico raggiunge il punto di autosufficienza, trasformandosi in un piccolo sole. Spider-Man arriva appena in tempo per salvare MJ, ancora ostaggio del dottore, ed evitare il disastro. Dopo una breve battaglia, sconfigge Octopus, mettendone i tentacoli fuori uso, e quest'ultimo, dopo averne riacquisito il controllo, decide di rimediare al suo errore facendo cadere il macchinario nel fiume Hudson, le cui acque raffreddano il nucleo disattivandolo. Nel farlo, lo scienziato viene trascinato sul fondo del fiume e muore annegato. Mary Jane apprende la vera identità di Spider-Man e i sentimenti che quest'ultimo prova per lei. La ragazza, ora capisce perché Peter non voleva fidanzarsi e poco prima dell'inizio del suo matrimonio con John Jameson, figlio del redattore del Daily Bugle, decide di non presentarsi alla cerimonia e di ricongiungersi con Peter.

### Il legame con il simbionte Venom
Un anno dopo, Peter riesce a trovare un equilibrio tra l'amore che prova per Mary Jane e i suoi doveri da supereroe, e questo giova a tutte le sue attività: è infatti il primo del corso di fisica del dottor Curt Connors e il lavoro al Daily Bugle va a gonfie vele. Mentre è con la sua ragazza a Central Park, una strana sostanza nera si attacca al suo motorino, seguendolo fino a casa. Dopo aver accompagnato MJ, Peter viene intercettato da Harry, il quale ha utilizzato l'equipaggiamento del padre ed il siero di Goblin, intento a vendicare suo padre. Ne consegue un inseguimento aereo, risulante nella sconfitta di Harry dopo una trappola di Peter. Dopo aver sofferto di amnesia e aver dimenticato la sua missione di vendetta contro Spider-Man, Harry si sveglia al pronto soccorso. Qualche giorno dopo, Peter scopre di avere un fotografo rivale, Eddie Brock, per un posto fisso nello staff del Daily Bugle. In seguito, dopo aver salvato Gwen Stacy (collega universitaria di Peter) gli verranno consegnate le chiavi della città: in questo momento, Parker darà un bacio capovolto a Gwen, come fece con MJ prima di rilevarle la sua identità, portando la ragazza ad allontanarsi da Peter. Poco dopo, il ragazzo incontra Flint Marko, noto anche come "Uomo Sabbia". Dopo aver scoperto che in realtà è stato Marko colui che ha sparato a Ben, Peter inizia a cercare vendetta contro di lui e, dopo essersi addormentato, il simbionte esce dall'armadio di Peter e si lega alla sua tuta, rendendola nera. Potenziato dalle abilità della nuova tuta e con la sua rabbia amplificata, Peter la indossa mentre affronta Marko nei tunnel della metropolitana, portando all'apparente morte del cattivo quando un diluvio d'acqua lo riduce in fango.
Harry, che ha nel frattempo riacquisito la memoria, ricatta MJ costringendola a rompere con Peter e facendole dire che si era innamorata di un altro uomo. Harry rivela di essere "l'altro uomo", facendo infuriare Peter, che in seguito affronta Harry nel suo attico indossando il costume nero. Ne segue un combattimento in cui alla fine Harry ne uscirà con il volto sfigurato. Peter vanifica poi un tentativo di Eddie di rivendicare il lavoro al Bugle, portando al licenziamento di Brock e al successivo litigio con Gwen, con la quale stava uscendo in quel momento. Peter ottiene quindi il lavoro e, sotto l'influenza del simbionte, inizia ad agire in modo più arrogante. Porta Gwen in un club jazz dove Mary Jane aveva iniziato a lavorare e per far colpo su di lei, inizia a ballare con Gwen, ma quest'ultima, scoperte le vere intenzioni di Peter, se ne va. La conseguente rissa con i buttafuori del club porta Peter a colpire inavvertitamente Mary Jane, e, dopo averla vista a terra, torna in sé e decide di sbarazzarsi del nuovo costume utilizzando inavvertitamente le campane della chiesa per stordire il simbionte. Il simbionte quindi cade e si lega a Brock, che, all'insaputa di Peter, è in chiesa a pregare Dio di ucciderlo. Questo crea per Spider-Man un nuovo nemico, Venom, poiché Brock ora conosce l'identità segreta di Spider-Man grazie ai ricordi del simbionte.
Venom e l'Uomo Sabbia uniscono le forze contro Spider-Man, rapendo Mary Jane e facendola penzolare dal cantiere di un grattacielo per attirare l'attenzione di Peter. Parker supplica Harry di aiutarlo, ma quest'ultimo rifiuta, e decide quindi di affrontare i due cattivi da solo indossando il suo classico costume. Mentre Peter viene picchiato da Marko, Harry, che aveva scoperto la verità sulla morte di suo padre, arriva nei panni di New Goblin per aiutare il suo vecchio amico. Peter e Harry fanno squadra, sconfiggendo l'Uomo Sabbia e salvando Mary Jane, ma incontrano difficoltà a sconfiggere Venom, che tenta di pugnalare Peter con l'aliante di Harry (il quale però si sacrificherà mettendosi in mezzo tra l'aliante e l'amico). Resosi conto della debolezza del simbionte al suono, Peter indebolisce Venom utilizzando le frequenze sonore e tira fuori Eddie dal simbionte, preparandosi a distruggerlo con una bomba, ma Eddie torna dal simbionte e viene ucciso con esso quando la bomba esplode. Flint riemerge dietro Peter e spiega che la morte di Ben è stata un incidente e che da allora ciò lo ha perseguitato. Peter perdona Marko e gli permette di scappare. Si dirige verso un Harry ferito a morte, a cui si prende cura Mary Jane, e i due amici si perdonano e riaffermano la loro amicizia prima che Harry muoia per le ferite riportate. Peter e Mary Jane partecipano al funerale di Harry e in seguito iniziano a cercare di riparare la loro relazione.

### Viaggio nel multiverso
Diversi anni dopo la morte del suo amico Harry, Peter (chiamato "Peter-Due" dagli altri due Spider-Man durante gli eventi del film) viene accidentalmente trasportato in un altro universo alternativo a causa dell'incantesimo rovinato del dottor Strange per cercare di ripristinare l'identità segreta del Peter Parker di quell'universo (soprannominato "Peter-Uno") dopo che essa è stata rivelata dal malvagio Mysterio, ed egli scopre che in quel mondo esiste un altro Spider-Man e si mette a cercarlo. All'insaputa di Peter, anche Norman, Octavius (presi pochi istanti prima della loro morte) e Marko del suo mondo sono stati trasportati in questo universo, insieme ad altri cattivi. Mentre è lì, Peter trova un'altra versione di se stesso trasportata da un altro universo (soprannominata "Peter-Tre") che lo aiuta a consolare Peter-Uno dopo la morte di sua zia May, uccisa dal Goblin. Peter afferma di aver perso lo zio Ben e di essersi pentito di aver inseguito l'uomo che pensava lo avesse ucciso, avvertendo Peter-Uno che uccidere Goblin non lo avrebbe aiutato a far fronte alla morte di May, ma Peter-Uno si rifiuta inizialmente di ascoltare. Peter dice anche a Peter-Tre che la sua relazione con Mary Jane era diventata complicata per un po' dopo la morte del suo migliore amico Harry, ma che alla fine sono riusciti a farla funzionare dopo del tempo.
I tre Peter accettano di salvare i cattivi sviluppando cure per loro, quindi attirano i supercriminali verso la statua della Libertà. Durante il combattimento, Peter cura Marko e si riunisce felicemente con Octavius già guarito che interviene per aiutare i tre Spider-Man. Peter assiste a Peter-Uno che tenta di uccidere il Goblin e gli impedisce con successo di farlo. Goblin poi pugnala a tradimento Peter alla schiena, il quale riesce però a sopravvivere, mentre gli altri due Peter alternativi guariscono Goblin con un anti-siero che Peter aveva sviluppato per il suo vecchio amico, curando Norman per sempre. Dopo che tutti i cattivi sono stati sconfitti e curati, Peter dice addio ai suoi sé alternativi, mentre lui, Peter-Tre e i rispettivi supercriminali vengono riportati nei loro universi di origine.

## Caratterizzazione

### Aspetto
Sebbene la tuta di Spider-Man sia rimasta fedele ai fumetti dell'Uomo Ragno, di essa sono stati realizzati molti design. Un concetto a cui il costumista James Acheson si è affezionato era l'idea di avere un emblema rosso su un costume nero. Un altro, che alla fine avrebbe portato al prodotto finale, presentava un logo ingrandito sul petto e delle strisce rosse lungo i lati delle gambe. Per realizzare il costume di Spider-Man, è stata creata una tuta attillata per Maguire, ricoperta di strati di una sostanza per creare la forma della tuta, progettata come un pezzo unico che includeva la maschera. Un guscio duro è stato indossato sotto la maschera per migliorare la forma della testa e per mantenere la maschera stretta ma comoda per chi la indossa. Per le scene in cui si toglieva la maschera, è stato realizzato un abito alternativo in cui la maschera era un pezzo separato. La ragnatela in rilievo, che accentuava il costume, è stata tagliata al computer, mentre le lenti degli occhi della maschera sono state progettate per avere un aspetto speculare. Dykstra ha detto che la più grande difficoltà nella creazione di Spider-Man era che, poiché il personaggio era mascherato, avrebbe immediatamente perso molta della sua caratterizzazione. Non potendo esprimere i movimenti degli occhi o della bocca, è stato molto importante il linguaggio del corpo in modo da poter trasmettere un contenuto emotivo. Raimi voleva trasmettere l'essenza di Spider-Man come "la transizione che si verifica tra il suo essere un giovane uomo che sta attraversando la pubertà e l'essere un supereroe". Dykstra ha detto che la sua squadra di animatori non aveva mai raggiunto un tale livello di sofisticatezza fino a quando non ha fornito sottili accenni per far sentire Spider-Man come un essere umano. Quando a due dirigenti dello studio sono state mostrate riprese del personaggio generate dal computer, hanno creduto che in realtà quello fosse Maguire che eseguiva acrobazie.
Il costumista James Acheson ha apportato numerose piccole modifiche al costume di Spider-Man in Spider-Man 2, pur mantenendo il design nel complesso lo stesso. I colori sono stati resi più accesi, l'emblema del ragno ha ricevuto linee più eleganti e ingrandite, le lenti degli occhi sono diventate leggermente più piccole e la tuta muscolare sottostante è stata fatta a pezzi, per dare un migliore senso del movimento. Anche l'elmo che Maguire indossava sotto la maschera è stato migliorato, con un migliore movimento per la falsa mascella e gli oculari magnetici, che erano più facili da rimuovere.
In Spider-Man 3, Peter ha due varianti della sua tuta: quella tradizionale e una colorata di nero che si forma a causa di un simbionte alieno che si lega a lui. L'abito da simbionte indossato nei fumetti da Spider-Man era una semplice tuta nera con un grande ragno bianco sul davanti e sul retro. Inizialmente, il design dell'abito da simbionte per il film era realizzato in lattice e sembrava più fedele a quello dei fumetti, ma è stato rifiutato dai produttori. Il design finale è stato modificato in modo che la tuta potesse diventare una versione nera del costume tradizionale di Spider-Man nei film, con anche le ragnatele in rilievo. Aveva anche un simbolo di ragno leggermente diverso. Di conseguenza, l'abito che Topher Grace indossava come Venom portava anche il motivo della ragnatela; come ha notato il produttore Grant Curtis, "è l'abito di Spider-Man, ma contorto e maciullato a pieno titolo". Inoltre, il motivo ha dato un senso di vita al simbionte, dandogli l'impressione di aggrapparsi al corpo del personaggio.

## Concezione e sviluppo

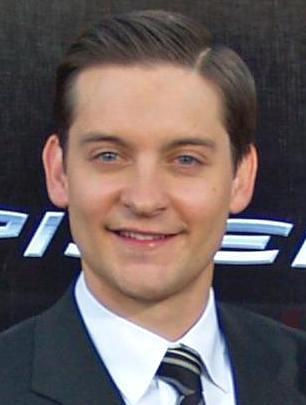
Tobey Maguire alla première del terzo film nel 2007

David Koepp è lo sceneggiatore originale del personaggio al di fuori dei molti tentativi non andati in porto di dar vita ad un film sull'Uomo Ragno. Maguire è stato scelto per il ruolo di Peter nel luglio 2000 da Sam Raimi dopo aver visto la sua interpretazione in Le regole della casa del sidro. Lo studio inizialmente era riluttante nella scelta di alcuni attori per il ruolo, come Leonardo DiCaprio, Freddie Prinze Jr., Jude Law, Chris O'Donnell, Chris Klein, Wes Bentley ed Heath Ledger, mentre Jake Gyllenhaal (che ha quasi sostituto Maguire per le ferite riportarte durante le riprese del secondo film) è stato considerato per il ruolo nel secondo film, ma i dirigenti dello studio rimasero sorpresi dall'audizione di Maguire che ha quindi ottenuto il ruolo. L'attore ha firmato un contratto dai 3 ai 4 milioni di dollari, con opzioni di stipendio più elevate per i due sequel. Per il ruolo, Maguire è stato allenato da un allenatore, un istruttore di yoga, un esperto di arti marziali e un esperto di arrampicata, impiegando diversi mesi per migliorare il suo fisico.
Dopo il successo del primo film, il 2003 ha visto diversi attriti tra l'attore protagonista Tobey Maguire e i dirigenti della società di distribuzione Sony, poiché Maguire stava per essere sciolto dal suo contratto a seguito di una disputa tra le due parti: l'attore aveva terminato le riprese di Seabiscuit - Un mito senza tempo, una produzione ormai plurinominata all'Oscar, e si era lamentato dello sforzo fisico durante i suoi ultimi due film. I dirigenti della Sony credevano che questo fosse semplicemente "parte delle tattiche negoziali di Maguire", come ultimo tentativo di contrattare per uno stipendio più redditizio, una dichiarazione rapidamente respinta dall'addetto stampa di Maguire.
A rimanere una costante in tutte le riscritture della sceneggiatura è stata l'idea della "ragnatela organica" dalla sceneggiatura di Cameron. Raimi credeva che avrebbe aumentato troppo la sospensione dell'incredulità del pubblico far inventare a Peter degli spara-ragnatele meccanici.
Dopo l'uscita del terzo film della serie, e il suo successo al botteghino, il futuro del franchise ormai da un miliardo di dollari è stato messo in discussione, dopo che il regista Sam Raimi si è dichiarato scontento della sceneggiatura del suo previsto Spider-Man 4, lasciando il film ad una provvisoria data di uscita prevista per maggio 2011. Ulteriori dettagli sono emersi a seguito di una dichiarazione del regista, il quale spiegava che "lo studio e la Marvel hanno un'opportunità unica di portare il franchise in una nuova direzione, e so che faranno un lavoro eccezionale". In seguito, alcuni rapporti hanno confermato che sia Maguire sia Raimi avevano lasciato i loro rispettivi ruoli. La Sony ha quindi proceduto con un reboot della serie intitolato The Amazing Spider-Man, con Andrew Garfield nei panni di Peter Parker. Il reboot è stato distribuito negli Stati Uniti il 3 luglio 2012.
Nel dicembre 2017, Phil Lord e Christopher Miller hanno detto che un Peter Parker / Spider-Man adulto sarebbe apparso nel film d'animazione del 2018 Spider-Man - Un nuovo universo come mentore di Miles Morales. Nel febbraio 2019, Maguire è stato confermato essere stato preso in considerazione per riprendere il suo ruolo dalla trilogia di Sam Raimi Spider-Man, ma l'idea è stata poi abbandonata per non confondere il pubblico con il concetto di "Spider-Verse", con Jake Johnson scelto al suo posto nell'aprile 2018; nonostante ciò, i riferimenti in tutto il film e una registrazione d'archivio di Cliff Robertson nei panni dello zio Ben di Spider-Man 2 sono usati per indicare che parte della storia del Peter di Johnson è basata sugli eventi dei film del personaggio interpretato da Maguire.
Dopo l'uscita di The Amazing Spider-Man 2 - Il potere di Electro e il conseguente licenziamento di Garfield dal ruolo di Spider-Man rivelato dai documenti rilasciati all'indomani dell'attacco hacker che ha coinvolto Sony Pictures nel 2014, delle informazioni trapelate dallo stesso attacco indicano che Sony abbia in precedenza parlato con Sam Raimi per fargli dirigere Spider-Man vs. The Amazing Spider-Man, un film crossover sul multiverso in cui lo Spider-Man di Garfield avrebbe incontrato quello di Tobey Maguire (con l'attore che avrebbe dovuto riprendere il ruolo). La Sony avrebbe inoltre considerato una nuova trilogia con protagonista Maguire (a seguito del licenziamento di Garfield) che avrebbe dovuto interpretare uno Spider-Man di mezza età; sono trapelate anche conversazioni tra la Sony e i Marvel Studios riguardo la possibilità di integrare una nuova versione dell'Uomo Ragno all'interno del Marvel Cinematic Universe (MCU), a partire dal film del 2016 Captain America: Civil War, possibilità che poi si è concretizzata all'inizio del 2015 con un accordo raggiunto tra i due studi, cancellando di fatto il franchise The Amazing Spider-Man.
Nel 2020 è stato riferito che Maguire avrebbe ripreso il suo ruolo di Peter Parker insieme alle altre iterazioni del personaggio nel terzo film sull'Uomo Ragno del Marvel Cinematic Universe; tuttavia, queste indiscrezioni non sono mai state confermate da Sony o dai Marvel Studios e la loro presenza è stata negata pubblicamente sia da Holland che da Garfield diverse volte prima dell'uscita del film.
Maguire riprende il ruolo nel film del 2021 Spider-Man: No Way Home, un film ambientato nel MCU, dove appare insieme all'iterazione di Garfield del personaggio come personaggio di supporto alla nuova incarnazione del personaggio nel MCU interpretata da Tom Holland.

## Temi e analisi
Il primo film mostra Peter Parker come un adolescente intelligente, studioso ed equilibrato ma solitario e isolato, concentrandosi sulla sua personalità timida e schiva prima che acquisisca i suoi poteri e le successive lotte per decidere se usare le sue nuove abilità per guadagno personale o per il bene degli altri. Superando queste lotte, Peter usa le sue capacità per aiutare le persone dopo che suo zio Ben è stato ucciso da un rapinatore durante una rapina, di cui Peter era indirettamente responsabile. Ispirato dalle ultime parole di Ben, secondo le quali "da un grande potere derivano grandi responsabilità", Peter è motivato a usare i suoi superpoteri per una causa più nobile sotto l'identità di un vigilante mascherato: "Spider-Man". Tuttavia, anche dopo aver assunto il personaggio di Spider-Man, Peter mantiene ancora la sua natura socialmente inetta, goffa e stupida, ma teneramente di buon cuore, e sviluppa un senso dell'umorismo sarcastico e spiritoso nella sua veste di Spider-Man. Peter affronta tutte le sue lotte personali, il tutto mentre lotta con i suoi sentimenti per la sua cotta d'infanzia e la sua cara amica Mary Jane Watson e gestisce la sua stretta relazione con il suo migliore amico Harry Osborn.
In Spider-Man 2, il regista Sam Raimi ha ritenuto che il film dovesse esplorare il conflitto interno di Peter tra i suoi desideri personali e la sua responsabilità, i lati positivi e negativi del suo percorso scelto e come alla fine decide di poter essere felice come nei panni di un supereroe. Raimi ha affermato che la storia è stata in parte influenzata da Superman II, il quale ha esplorato come il secondo film di Spider-Man la rinuncia alle proprie responsabilità da parte dell'eroe protagonista. La trama del sequel è principalmente tratta dalla serie di fumetti The Amazing Spider-Man n. 50, "Il segno del destino". Secondo Raimi, la storia di Peter Parker parla di "una vita sbilanciata": Peter è intrappolato tra una vita in cui cerca di aiutare le persone ed espiare la morte di suo zio con il suo alter ego Spider-Man e un'altra in cui cerca di bilanciare i suoi studi, l'occupazione come fotografo e il suo rapporto con la famiglia e i suoi amici. Peter riconosce che non può stare con Mary Jane senza metterla in pericolo, a causa del suo alter-ego di Spider-Man, in quanto teme che se i suoi nemici avessero mai scoperto la sua vera identità avrebbero preso di mira i suoi cari. Di conseguenza, Peter prende le distanze da Mary Jane, ma alla fine riaccende la sua relazione con lei dopo che la ragazza scopre la sua doppia vita e le lotte che ha affrontato.
In Spider-Man 3, Raimi intendeva sviluppare ulteriormente il personaggio di Peter facendogli apprendere di non essere un eroe senza peccato e che può esserci umanità anche in coloro che considera criminali, soprattutto perché il simbionte Venom fa emergere i più oscuri aspetti della personalità di Peter quando esso si lega a lui. Lo stesso Raimi ha affermato che "la cosa più importante che Peter in questo momento deve imparare è che l'intero concetto di lui come il vendicatore o lui come l'eroe, indossa questo vestito rosso e blu, con ogni criminale che consegna alla giustizia è che sta cercando di pagare questo debito di colpa che sente per la morte di zio Ben. Si considera un eroe e una persona senza peccato contro questi cattivi che cattura. Abbiamo pensato che sarebbe stata una grande cosa per lui imparare ad avere una visione un po' meno in bianco e nero della vita e che non è al di sopra di queste persone". Raimi ha basato le sue idee sui fumetti originali.

## Accoglienza

### Fan e critica
«Ciò che ha reso lo Spidey di Maguire così eccezionale, tuttavia, non è stato il modo in cui ha interpretato il supereroe in ascesa, ma piuttosto l'umanità e la totale stupidità che era il suo Peter Parker, la metà ['umana'] di Spider-Man.»

— Aaron Couch, Graeme McMillan e Patrick Shanley di The Hollywood Reporter
La rappresentazione di Maguire del personaggio ha ricevuto un'accoglienza da parte della critica ampiamente positiva. La performance dell'attore e la sua rappresentazione di Spider-Man, insieme alla caratterizzazione del personaggio da parte di Sam Raimi, sono stati oggetto di gran parte degli elogi verso la trilogia di Spider-Man di Sam Raimi. In particolare è stata apprezzata la fedeltà alla mitologia dell'Uomo Ragno, la rappresentazione delle problematiche sociali relative al personaggio tra cui la sua inettitudine sociale, il suo senso dell'umorismo una volta indossata la tuta, l'umanità del personaggio, i conflitti interni e la lotta tra la sua vita normale e quella del suo alter ego. La rivista The Hollywood Reporter ha posizionato la rappresentazione di Maguire di Spider-Man come la decima rappresentazione cinematografica di un supereroe migliore della storia. Entertainment Weekly l'ha posizionato come decimo eroe migliore di tutti i tempi. Andrew Garfield, il suo successore, ha descritto Maguire come "il mio Spider-Man".
Nonostante l'accoglienza positiva, Nick Philpott di Comic Book Resources ha posizionato la versione di Maguire come la quarta miglior rappresentazione dell'Uomo Ragno, al di sotto delle successive iterazioni di Andrew Garfield e Tom Holland, ritenendo che, nonostante l'effetto fumettistico delle pellicole, l'attore sia troppo vecchio per il ruolo del personaggio. The Hollywood Reporter crede che lo Spider-Man di Tobey Maguire abbia meno spirito della sua controparte cartacea. In molti hanno criticato la recitazione di Maguire nel momento in cui Peter viene posseduto dal simbionte alieno Venom in Spider-Man 3, in particolare la "famigerata" scena in cui balla, ripresa anche dal film d'animazione del 2018 Spider-Man - Un nuovo universo.  Il Peter posseduto è stato soprannominato dai fan "Emo Peter" e "Bully Maguire" e le sue scene sono diventate dei popolari meme di Internet.

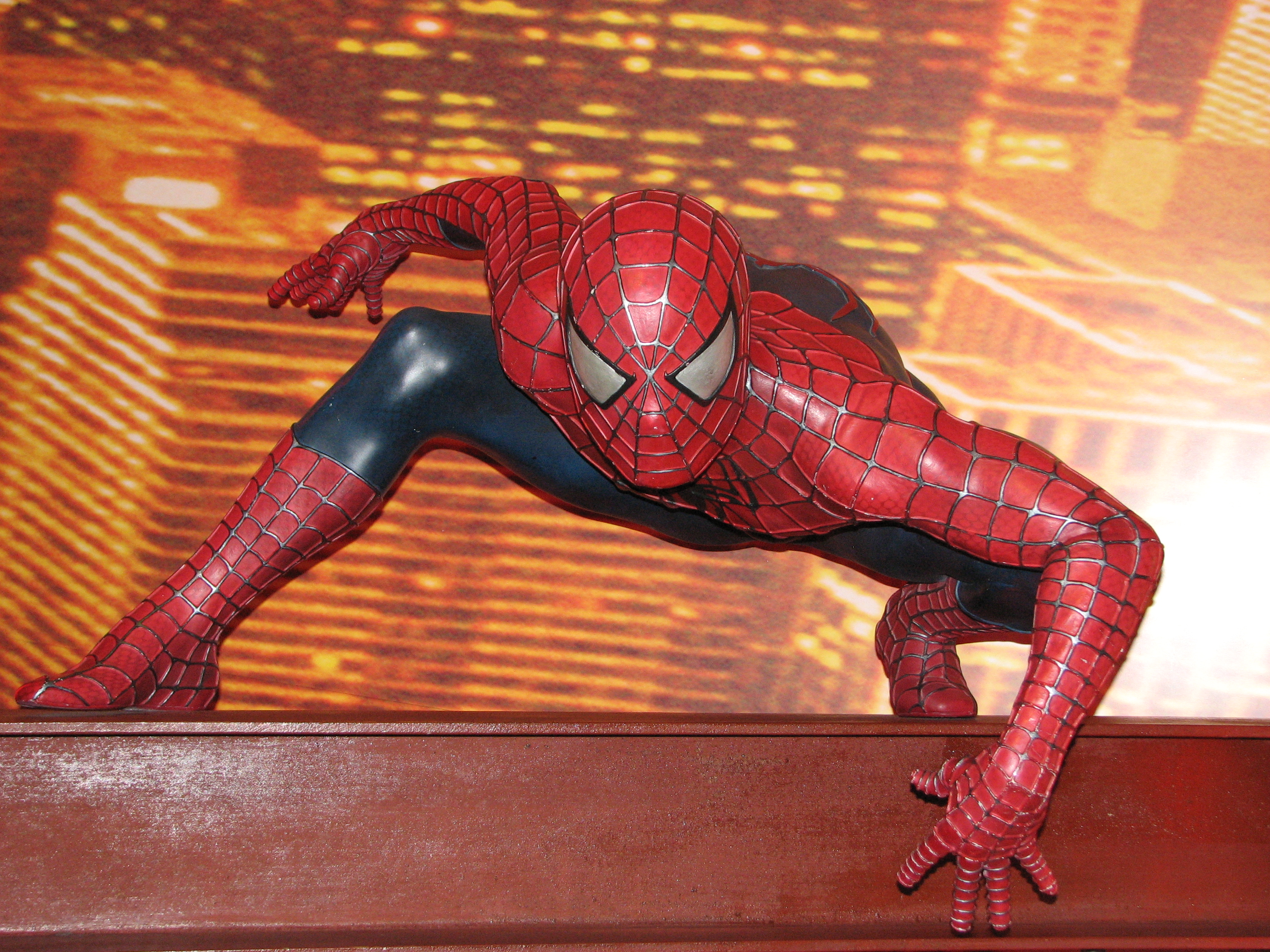
Statua di Spider-Man da Madame Tussauds a Londra

### Riconoscimenti
| Anno | Film         | Premio                | Categoria                    | Risultato | Riferimenti   |
| ---- | ------------ | --------------------- | ---------------------------- | --------- | ------------- |
| 2003 | Spider-Man   | MTV Movie Awards      | Miglior performance maschile | Candidato | [ 55 ]        |
| 2003 | Spider-Man   | Saturn Awards         | Miglior attore               | Candidato | [ 56 ]        |
| 2005 | Spider-Man 2 | Empire Awards         | Miglior attore               | Candidato | [ 16 ]        |
| 2005 | Spider-Man 2 | Saturn Awards         | Miglior attore               | Vincitore | [ 57 ]        |
| 2007 | Spider-Man 3 | National Movie Awards | Miglior performance maschile | Candidato | [ 58 ] [ 59 ] |

## Altri media

### Televisione
- Dopo il successo del primo film di Raimi, nel 2003 è stata rilasciata una serie animata spin-off interamente prodotta in CGI, chiamata Spider-Man: The New Animated Series, dove il protagonista è doppiato da Neil Patrick Harris nella versione originale. La serie è un sequel alternativo al primo film di Spider-Man ed è considerevolmente più oscura, grintosa, orientata agli adulti e matura nel tono e nella direzione, rispetto ad altri adattamenti dell'Uomo Ragno. Ha ricevuto un'accoglienza generalmente positiva da parte di critica e pubblico.[60][61]
- La serie animata The Spectacular Spider-Man (2008–09) ha reso omaggio a vari elementi visivi e narrativi dei film di Raimi e alla loro iterazione del personaggio. Il co-creatore della serie Greg Weisman, ha affermato che il team di produzione ha scelto di utilizzare uno stile artistico più minimalista per il mondo e i personaggi della serie anche per far sì che sia possibile imitare molti movimenti presenti nell'incarnazione del personaggio di Maguire. Sempre Greg Weisman ha dichiarato che "i film hanno alzato il livello del brivido di Spider-Man che oscilla per la città. Quindi volevamo che il nostro cartone arrivasse a quel livello, il che significava che volevamo che lo stile fosse molto iconico, ma anche abbastanza pulito in modo che gli animatori potessero muovere questi personaggi senza che le linee scorrano dappertutto". Ci sono vari riferimento nella serie a momenti chiavi della trilogia di Sam Raimi, come una ripresa di Peter che atterra sulla metropolina in una posa identica a quando ha inizialmente affrontato il Dottor Octopus sul treno in movimento in Spider-Man 2. Inoltre, per impedire ad un camion rubato di entrare in collisione con un pedone, Spider-Man usa le ragnatele in maniera simile a come lo Spider-Man di Sam Raimi ferma il treno nella scena sopra citata. Altro riferimento riguarda la scena in cui l'Uomo Sabbia si riconcilia con Peter scomparendo nel nulla, in maniera simile agli ultimi momenti di Peter e Marko insieme in Spider-Man 3.[62][63] Anche il Daily Bugle appare all'inizio della serie, con Parker che cerca di lavorare lì per pagare l'aumento del debito di zia May nella loro residenza; l'edificio è modellato sul Flatiron Building della vita reale, come era stato precedentemente rappresentato nei film di Sam Raimi e nella miniserie a fumetti Marvels.

### Film
- Prima della decisione presa nel 2015 da Sony di collaborare coi Marvel Studios per una nuova iterazione dell'Uomo Ragno all'interno del Marvel Cinematic Universe, secondo quanto riferito, Sony ha considerato l'idea di realizzare un film crossover tra lo Spider-Man di Maguire e la versione del personaggio interpretata da Andrew Garfield nella serie di film The Amazing Spider-Man, con Sam Raimi che sarebbe tornato alla regia. Sony avrebbe anche considerato di far rivivere la serie di Raimi dopo la delusione critica e finanziaria del film di Marc Webb The Amazing Spider-Man 2 - Il potere di Electro, ma questa idea non è stata alla fine perseguita da Sony.[64]
- Entrambe le versioni di Peter Parker apparse nel film d'animazione del 2018 Spider-Man - Un nuovo universo prendono ispirazione da questa rappresentazione dell'Uomo Ragno, continuando la loro storia dagli eventi della trilogia Spider-Man di Sam Raimi. Il vecchio Peter B. Parker, doppiato da Jake Johnson, ha lo scopo di evocare una versione più vecchia e più cinica della versione del personaggio di Tobey Maguire, facendo riferimenti a diversi momenti iconici di questi film ed è generalmente un personaggio sfortunato, mentre il più giovane Peter Parker della dimensione di Miles Morales, doppiato da Chris Pine, il quale ha affrontato anch'egli le stesse vicende del Peter di Maguire, è più fortunato ed ha avuto più successo nella vita. Questa versione di Peter ha un matrimonio felice con Mary Jane, mentre il vecchio Peter, che anche ha avuto questo matrimonio, ha dovuto divorziare in quanto non si sentiva adatto ad essere padre a causa della sua vocazione per il rischio, un concetto originariamente concepito per il mai realizzato Spider-Man 4.
  - Una scena inutilizzata che coinvolge un cameo di Tobey Maguire, Andrew Garfield e Tom Holland, che doppiano i rispettivi Spider-Man nel film, è stata rimossa perché "troppo contorta".[65]
- Il "Costume Ragnatela" di Maguire dal videogioco del 2018 Spider-Man appare in una scena tagliata presente nel primo trailer del film del 2022 Morbius del Sony's Spider-Man Universe come un graffito, utilizzato in riferimento al finale del film del 2019 Spider-Man: Far from Home.[66]
- Il Peter Parker di Maguire appare tramite immagini d'archivio da Spider-Man nel sequel di Un nuovo universo, Spider-Man: Across the Spider-Verse (2023).[67]

### Videogiochi
- Gli adattamenti videoludici di Spider-Man, Spider-Man 2 e Spider-Man 3 presentano tutti Tobey Maguire che riprende il ruolo di Peter Parker come doppiatore. La trilogia di videogiochi ha trovato la sua esistenza attraverso uno sforzo collaborativo tra l'allora piccolo editori di videogiochi Activision e la casa di sviluppo Treyarch. I primi due videogiochi sono stati accolti con recensioni favorevoli da un'ampia base di consumatori, con Spider-Man 2 del 2004 che ha ottenuto un grande successo al suo arrivo con "la versione PlayStation 2 diventata il settimo titolo più venduto dell'anno negli Stati Uniti". Il terzo videogioco non ha soddisfatto le aspettative dei suoi predecessori, proprio come la sua controparte cinematografica, ricevendo recensioni più critiche, sebbene la versione per Nintendo DS abbia ricevuto recensioni più positive.[68]
- Il simbolo del ragno presente nel costume di Peter in Spider-Man 2, è utilizzato nella tuta di Spider-Man in Marvel: La Grande Alleanza e Marvel: La Grande Alleanza 2.[69]
- Questa versione di Peter Parker appare in Spider-Man: Amici o nemici, doppiata da James Arnold Taylor. In una linea temporale alternativa dove tutti i suoi nemici sono sopravvissuti alle loro rispettivi morti, Spider-Man viene reclutato dal direttore dello S.H.I.E.L.D. Nick Fury. Dovrà recarsi in diverse località del mondo per recuperare i frammenti della meteora con cui è arrivato il simbionte Venom, prima che cadano nelle mani sbagliate. Durante il percorso, Spider-Man affronterà vecchi e nuovi nemici che sono stati sottoposti al controllo mentale, alleandosi poi con loro e con altri eroi.
- La tuta di Peter della trilogia di Raimi è disponibile come bonus del DLC Rhino Challenge del videogioco tie-in del 2012 The Amazing Spider-Man. Anche la tuta nera da Spider-Man 3 è disponibile nel gioco e viene sbloccata dopo aver soddisfatto determinati requisiti, o può essere subito sbloccata scattando foto ai graffiti nascosti per la città.
- La tuta di Peter della trilogia di Raimi è disponibile come costume alternativo, con il nome di "Costume Ragnatela", nel videogioco del 2018 Spider-Man.

### Fumetti

#### Fumetti Marvel tie-in
Questa versione di Peter appare nei fumetti Spider-Man 3: Movie Prequel e Spider-Man 3: The Black, con quest'ultimo che espande la nascita di Venom dopo il rifiuto del simbionte da parte di Peter.

#### Continuità principale
Nonostante non appaia fisicamente, questa versione di Peter viene menzionata nel fumetto dei Marvel Comics Ragnoverso in cui vi sono diverse iteriazioni del personaggio da diversi media. Lo Spider-Man interpretato da Tobey Maguire viene menzionato in quanto sembra "quello di Seabiscuit", un film con protagonista Maguire.